# Indira Rosales San Román
Indira de Jesús Rosales San Román (Veracruz, México; 30 de septiembre de 1987) es una abogada, catedrática y política mexicana, miembro del Partido Acción Nacional. Fue Senadora de la República por representación proporcional en la LXIV Legislatura y actualmente es diputada local del distrito XVI del Estado de Veracruz en el Congreso del Estado de Veracruz.

## Biografía
Nació en la ciudad y puerto de Veracruz, Veracruz el 30 de septiembre de 1987. Vivió toda su infancia en el centro histórico de la ciudad hasta su adolescencia.
El 19 de octubre de 2020 dio positivo a COVID-19 (SARS-CoV-2) donde manifestó: «Les informo que después de haberme realizado la prueba correspondiente, he dado positivo a Covid-19. A partir de hoy me encontraré en aislamiento, como lo indican las autoridades de salud y continuaré con mis labores legislativas vía remota. 
».

## Trayectoria

### Estudios
Rosales es licenciada en derecho por la Universidad Autónoma de Veracruz Villa Rica (aunque su título fue expedido por la Universidad Nacional Autónoma de México) y tiene una maestría en Ciencias Penales por el Instituto Nacional de Ciencias Penales; entre otros rubros de estudio cuenta con un certificado de acreditación en lengua francesa por la Ministére de L'education Nationale, de L'enseignement Supérieur et de la Recherche y una certificación en idioma japonés por la Fundación Japón. 

### Trayectoria profesional
En 2008 empezó su carrera profesional como auxiliar proyectista del Juzgado Segundo de Primera Instancia del Tribunal Superior de Justicia de Veracruz donde trabajo hasta 2010. En ese mismo año se volvió la Coordinadora del Programa de Empleo Temporal Inmediato de la Secretaría de Desarrollo Social en el municipio de Medellín, Veracruz. Un año después en 2011 se volvió la Coordinadora de programas de gestoría social de diputado local en el municipio de Boca del Río, Veracruz. De 2012 a 2013 fue la Coordinadora del programa de gestoría social -Casas de enlace- del Senado de la República en el municipio de Boca del Río, Veracruz. Ya en 2014 fue designada como Coordinadora de Atención Ciudadana hasta 2016, se volvió la Secretaria del Ayuntamiento de Boca del Río, posteriormente fue designada Secretaria de Desarrollo Social del gobierno del estado de Veracruz de Ignacio de la Llave, cargo en el que permanecería hasta 2018, esto después de haberse enlistado como senadora plurinominal por el Partido Acción Nacional (PAN). Actualmente se desempeña como diputada local con licencia por el distrito XVI en la LXVII Legislatura del Congreso del Estado de Veracruz.

## Diputada Local del distrito XVI de Veracruz
En 2024 ganó la elección para ser diputada local del distrito XVI con sede en, siendo la candidata con mayor votos obtenidos del Partido Acción Nacional en la región, convirtiéndose en la representante ante el Congreso Local de Veracruz para los municipios de Medellín de Bravo, Manlio Fabio Altamirano (Purga), Jamapa y Boca del Río (México) para el periodo 2024 - 2027.
| Comisiones a las que pertenece                                                                                     | Comisiones a las que pertenece | Comisiones a las que pertenece                | Comisiones a las que pertenece |
| Comisión | Puesto                         | Periodo                                       |                                |
| --- | ------------------------------ | --------------------------------------------- | ------------------------------ |
| Comisión de Derechos de la Niñez, la Adolescencia y la Familia                                                     | Presidenta                     | 21 de octubre de 2024 - actualidad            |                                |
| Comisión de Población y Atención a Migrantes                                                                       | Secretaria                     | 02 de diciembre de 2024 - actualidad          |                                |
| Protección Civil                                                                                                   | Vocal                          | 14 de noviembre de 2024 - actualidad          |                                |
| Comisión Especial para el Otorgamiento de la Medalla y Diploma “Adolfo Ruiz Cortines” correspondientes al año 2024 | Vocal                          | 13 de noviembre de 2024 - 10 de enero de 2025 |                                |

## Senadora
En 2018 fue elegida senadora por Lista Nacional del Partido Acción Nacional (PAN) a las legislaturas LXIV y la LXV que concluyó en 2024.
| Comisiones y comités a los que pertenece    | Comisiones y comités a los que pertenece | Comisiones y comités a los que pertenece          |
| Comisión o Comité                           | Puesto                                   | Periodo                                           |
| ------------------------------------------- | ---------------------------------------- | ------------------------------------------------- |
| Justicia                                    | Secretaria                               | 25 de septiembre de 2018 - 31 de agosto de 2024   |
| Puntos Constitucionales                     | Secretaria                               | 26 de septiembre de 2018 - 31 de agosto de 2024   |
| Gobernación                                 | Integrante                               | 6 de diciembre de 2018 - 31 de agosto de 2024     |
| Relaciones Exteriores, Asia-Pacífico-África | Integrante                               | 26 de febrero de 2019 - 31 de agosto de 2024      |
| Estudios Legislativos, Segunda              | Secretaria                               | 25 de septiembre de 2018 - 26 de febrero de 2019  |
| Cultura                                     | Integrante                               | 27 de septiembre de 2018 - 6 de diciembre de 2018 |
| Desarrollo y Bienestar Social               | Integrante                               | 27 de septiembre de 2018 - 26 de febrero de 2019  |
| Relaciones Exteriores                       | Integrante                               | 27 de septiembre de 2018 - 26 de febrero de 2019  |
| Salud                                       | Integrante                               | 20 de junio de 2019 - 26 de junio de 2020         |